# Randspiele
Die Randspiele sind eine Konzertreihe der evangelischen Kirchengemeinde Zepernick (Panketal bei Berlin) und wurden 1992 erstmals durchgeführt.
Sie werden organisiert durch die Kantorin Karin Zapf und ihren Ehemann, dem Komponisten Helmut Zapf.
Einmal im Jahr wird im Rahmen der Konzertreihe in den Sommermonaten ein Wochenendfestival für Neue Musik durchgeführt. Seine Basisförderung bekommt es durch die evangelische Kirchengemeinde Zepernick, die Gemeinde Panketal, den Landkreis Barnim und das Land Brandenburg.
Das Festival verpflichtet sich keiner festgelegten Ästhetik. 
Zahlreiche Komponisten haben bislang mit eigens für die Randspiele komponierten Werken das Festival bereichert, so u. a. Peter Ablinger, Robert Carl, Nana Forte, Martin Frantzius, Vinko Globokar, Friedrich Goldmann, Georg Katzer, Max E. Keller, Hermann Keller, Johannes K. Hildebrandt, Ellen Hünnigen, Michael Jordan, Juliane Klein, Péter Kőszeghy, Jörg Mainka, Rainer Rubbert, Friedrich Schenker, Sebastian Stier, Tapio Tumela, Karl Heinz Wahren, Lothar Voigtländer und Helmut Zapf.
Bedeutende nationale und internationale Solisten und Ensemble gastierten bislang auf dem Festival, so z. B. Egidius Streiff (Vl.), Matthias Bauer (Kontrabass), Janne Saksala (Kontrabass), Rico Gubler (Sax.), Johannes Bauer, Konrad Bauer (Posaune), Vinko Globokar (Posaune), Carin Levine (Fl.), Eiko Morikawa (Sopr.), Katharina Hanstedt (Harfe), Die Maulwerker, KNM Berlin,  Ensemble JungeMusik BB, ensemble mosaik berlin, modern-art-sextet berlin, Trio Nexus (Berlin), SONAR Streichquartett (Berlin/Hamburg), Streifftrio (Basel), Percusemble Berlin und das Ensemble United Berlin.
Neben den etwa 10 bis 12 Konzerten an dem Festivalwochenende, gibt es auch immer Klanginstallationen und Ausstellungen zu hören und zu sehen, u. a. von Andre Bartetzki, Rainer Dunkel, Rose Schulze, Marion Stille, Taymur Streng und Rolf Walter.